# ادوارد اوویرا
ادوارد اوویرا (آلمانی: Eduard Uvíra؛ زادهٔ ۱۲ ژوئیهٔ ۱۹۶۱) بازیکن هاکی روی یخ اهل آلمان است.